# هارييت بورنس
هارييت بورنس (بالإنجليزية: Harriet Burns)‏ هي فنانة أمريكية، ولدت في 20 أغسطس 1928 في سان أنطونيو في الولايات المتحدة، وتوفيت في 25 يوليو 2008 في لوس أنجلوس في الولايات المتحدة.